# Classe Oregon City
A Classe Oregon City foi uma classe de cruzadores pesados operados pela Marinha dos Estados Unidos. Dez navios foram originalmente encomendados, mas os seis últimos foram cancelados em agosto de 1945 e, dos quatro finalizados, apenas três foram como cruzadores pesados. As construções destes três começaram em 1944, foram lançados ao mar em 1945 e comissionados na frota norte-americana em 1946. O projeto da Classe Oregon City era, essencialmente, uma repetição da predecessora Classe Baltimore, mas levando em conta experiências adquiridas durante a Segunda Guerra Mundial. A principal mudança foi a criação de melhores ângulos de disparo para as armas antiaéreas.
Os cruzadores da Classe Oregon City eram armados com uma bateria principal composta por nove canhões de 203 milímetros montados em três torres de artilharia triplas. Tinham um comprimento de fora a fora de 205 metros, boca de 21 metros, calado de sete metros e um deslocamento carregado de mais de dezessete mil toneladas. Seus sistemas de propulsão eram compostos por quatro caldeiras a óleo combustível que alimentavam quatro conjuntos de turbinas a vapor, que por sua vez giravam quatro hélices até uma velocidade máxima de 33 nós (61 quilômetros por hora). Os navios também eram protegidos por um cinturão de blindagem com 102 a 152 milímetros de espessura.
O USS Oregon City teve uma carreira ativa muito curta e foi descomissionado em 1947. O USS Albany frequentemente atuou no Mar Mediterrâneo entre 1949 e 1956, sendo convertido em um cruzador de mísseis guiados no final da década de 1950 e continuando a servir no Mediterrâneo até sair de serviço em 1980. O USS Rochester atuou no Oceano Pacífico e serviu na Guerra da Coreia entre 1950 e 1951, sendo descomissionado em 1961. Por fim, o USS Northampton foi convertido em um navio de comando ainda durante sua construção, atuando como capitânia de diferentes formações até ser descomissionado em 1970. Todos os navios foram desmontados depois de serem tirados do serviço.